# Watseka
Watseka est une ville américaine, siège du comté d'Iroquois dans l'est de l'État de l'Illinois. Sa population s’élevait à 5 255 habitants lors du recensement de 2010.

## Démographie
| Groupe            | Watseka | Illinois | États-Unis |
| ----------------- | ------- | -------- | ---------- |
| Blancs            | 95,1    | 71,5     | 72,4       |
| Afro-Américains   | 0,8     | 14,6     | 12,6       |
| Asiatiques        | 0,7     | 4,6      | 4,8        |
| Autres            | 1,8     | 6,7      | 6,4        |
| Métis             | 1,5     | 2,3      | 2,9        |
| Amérindiens       | 0,2     | 0,3      | 0,9        |
| Total             | 100     | 100      | 100        |
|                   |         |          |            |
| Latino-Américains | 3,6     | 15,8     | 16,7       |

Selon l'American Community Survey, pour la période 2011-2015, 93,86 % de la population âgée de plus de 5 ans déclare parler l'anglais à la maison, 4,49 % déclare parler l'espagnol, 0,59 % l'ourdou et 1,56 % une autre langue.

## Personnalités liées à la ville
- Rex Everhart, acteur.
- Fern Andra, actrice.

## Source
- (en) Cet article est partiellement ou en totalité issu de l’article de Wikipédia en anglais intitulé « Watseka, Illinois » (voir la liste des auteurs).

1. ↑  (en) « Watseka, IL Population - Census 2010 and 2000 », sur censusviewer.com.
2. ↑  (en) « Population of Illinois - Census 2010 and 2000 », sur censusviewer.com.
3. ↑  (en) « American FactFinder - Results », sur factfinder.census.gov.